# Tuwinische Autonome Sozialistische Sowjetrepublik

Tuwa

Die Tuwinische ASSR (Tuwinische Autonome Sozialistische Sowjetrepublik) war eine autonome Sowjetrepublik in der Russischen Sozialistischen Föderativen Sowjetrepublik (RSFSR) innerhalb der Sowjetunion. Sie bestand von 1961 bis 1991. Hauptstadt war Kysyl.
Ursprünglich gehörte das rohstoffreiche Gebiet zur Äußeren Mongolei, einer Provinz des Kaiserreichs China, die ab 1912 zum Urjanchai Krai wurde. 1921 proklamierten Revolutionäre die Volksrepublik Tannu-Tuwa, aus der 1924 die Tuwinische Volksrepublik hervorging. Im Oktober 1944 wurde das Land als autonomes Gebiet in die UdSSR aufgenommen. 1961 erfolgte eine Umbenennung in die Tuwinische ASSR. Nach dem Zerfall der Sowjetunion erklärte Tuwa im November 1991 seine Unabhängigkeit, schloss dann aber am 31. März 1992 einen Föderationsvertrag mit der Russischen Föderation, der es seither als Republik Tuwa angehört.

Wappen der Tuwinischen ASSR
(1962–1978)
(1978–1992)